# In the Ghetto
In the Ghetto ist ein Song von Mac Davis. Das Stück wurde im April 1969 als Single von Elvis Presley veröffentlicht und erreichte in vielen Ländern Top-Platzierungen in den Charts. In Deutschland war es Presleys einziger Nummer-eins-Hit.

## Entstehung und Veröffentlichung
Das Stück wurde 1968 vom 26-jährigen texanischen Country-Sänger und -Songwriter Mac Davis geschrieben, dessen Songs Memories und A Little Less Conversation ebenfalls Erfolge für Presley wurden. In the Ghetto ist das zwölfte und letzte Stück der Presley-Comeback-LP From Elvis in Memphis, die bei RCA Records erschien. Die Single wurde im April 1969 mit der B-Seite Any Day Now veröffentlicht.

## Thematik
Der Song behandelt den kurzen Lebensweg eines Mannes, der an einem verschneiten Tag im Ghetto von Chicago zur Welt kommt, zwangsläufig auf die schiefe Bahn gerät und dessen junges Leben an einem genauso grauen Tag ein gewaltsames Ende findet. Das Lied beginnt mit der weinenden Mutter, die nicht noch ein weiteres Kind ernähren kann, und am Schluss startet der Kreislauf von Neuem – wieder wird ein Kind im Ghetto geboren. Der Song appelliert an den Zuhörer, nicht wegzusehen und zu helfen, damit der Teufelskreis durchbrochen werden kann.

## Presleys Interpretation
Das Besondere an Presleys Interpretation des Songs, der die unvermeidbaren Folgen von Ghetto-Armut und gesellschaftlicher Gleichgültigkeit beschreibt (das Stück hatte ursprünglich den Untertitel The Vicious Circle) und um Mitgefühl für die Situation der Jugendlichen bittet, hat der Musikjournalist und Autor Peter Guralnick wie folgt formuliert:

„Wenn man noch nie zuvor von Elvis Presley gehört hätte und nur die 23 peinlich genauen Takes des Stücks, die er in jener Nacht aufgenommen hat, vorgelegt bekäme, dann wäre es praktisch unmöglich, nicht sofort im Sturm erobert zu werden. Der Gesang ist von solch einer bescheidenen, beinahe durchscheinenden Eloquenz, er ist in seiner Einfachheit so unauffällig selbstsicher, so perfekt getragen von der Art eleganter, schlichter Unterstützung durch die kleine Gruppe, die das Markenzeichen des American-Stils war – er setzt ein Statement, das sich beinahe unmöglich leugnen lässt. […] Man kann eine Art von Zartheit heraushören, die beinahe an den Elvis erinnert, der zum ersten Mal Sam Phillips' Sun Studio betreten hat, und zu gleichen Teilen Verlangen und soziales Mitgefühl bot.“

Weit weniger lyrisch, aber dennoch aufschlussreich ist Presleys eigene Aussage zu In the Ghetto, die er 1969 auf die Frage eines Journalisten zu seiner Motivation gab, gerade diesen sozialkritischen Song aufzunehmen:

“Ghetto was such a great song. I just couldn’t pass it up after I heard it. There are a lot of new records out now that have the same sound I started but they are better. I mean, you can’t compare a song like Yesterday with Hound Dog, can you?”

„Ghetto ist ein so großartiger Song, dass ich ihn einfach machen musste. Heute gibt es eine Menge Platten, die denselben Sound haben, mit dem ich begonnen habe, aber sie [die Songs] sind besser. Du kannst einen Song wie 'Yesterday' einfach nicht mit einem wie 'Hound Dog' vergleichen, oder?“

Fischer/Prescher schreiben im Lexikon berühmter Popsongs auf den Seiten 132/133: „… Man hört deutlich, welchen Einfluss Elvis am Gelingen des Stücks hat: Die Gefahr, dass der Song kitschig und gefühlsduselig klingt, ist groß, doch Presleys warme, soulige Stimme ist voller Einfühlungsvermögen, sie zeigt Zuneigung für den unweigerlich kriminell werdenden ‚angry young man‘, der mit dem Gesicht nach unten auf der Straße liegend stirbt.“

## Kommerzieller Erfolg

### Chartplatzierungen
In the Ghetto erreichte in den Vereinigten Staaten Platz drei und in Großbritannien Platz zwei der Charts. In Deutschland, wo sich das Stück drei Monate in den Top 10 hielt, erreichte er als einziger Presley-Song die Spitzenposition. Das Lied belegte auch in Irland, Norwegen, Australien und Neuseeland die Spitze der Hitparaden.
| ChartsChartplatzierungen       | Höchstplatzierung | Wochen/ Monate |
| ------------------------------ | ----------------- | -------------- |
| Deutschland (GfK)              | 1 (20 Wo.)        | 20 Wo.         |
| Österreich (Ö3)                | 6 (4 Mt.)         | 4 Mt.          |
| Schweiz (IFPI)                 | 2 (14 Wo.)        | 14 Wo.         |
| Vereinigte Staaten (Billboard) | 3 (13 Wo.)        | 13 Wo.         |
| Vereinigtes Königreich (OCC)   | 2 (18 Wo.)        | 18 Wo.         |

| ChartsJahrescharts (1969)      | Platzierung |
| ------------------------------ | ----------- |
| Deutschland (GfK)              | 9           |
| Vereinigte Staaten (Billboard) | 35          |

### Auszeichnungen für Musikverkäufe
Für den Erfolg in Deutschland erhielt Presley von seinem Musiklabel eine Goldene Schallplatte für 500.000 verkaufte Exemplare überreicht.
| Land/Region                  | Auszeichnungen für Musikverkäufe (Land/Region, Auszeichnung, Verkäufe) | Verkäufe  |
| ---------------------------- | ---------------------------------------------------------------------- | --------- |
| Deutschland (BVMI)           | Gold                                                                   | 500.000   |
| Neuseeland (RMNZ)            | Gold                                                                   | 15.000    |
| Vereinigte Staaten (RIAA)    | Platin                                                                 | 1.000.000 |
| Vereinigtes Königreich (BPI) | Platin                                                                 | 600.000   |
| Insgesamt                    | 2× Gold · 2× Platin ·                                                  | 2.115.000 |

Hauptartikel: Elvis Presley/Auszeichnungen für Musikverkäufe

## Coverversionen
Bereits kurz nach der Veröffentlichung von Presleys Version brachte Davis auf seinem 1970 erschienenen Album Song Painter eine eigene Version heraus. Viele weitere Künstler wie Susan Cadogan, Nick Cave and the Bad Seeds, The Cranberries, Merle Haggard, Dolly Parton und Natalie Merchant haben den Song gecovert. 1991 veröffentlichte der als „mexikanischer Elvis“ bekannte El Vez eine spanischsprachige Version mit dem Titel En El Barrio. Ebenfalls 1991 veröffentlichte Norman Cook mit seinem Musikprojekt Beats International eine Dance-Version, die Platz 44 der britischen Charts erreichte.
Eine von Jörg Fauser ins Deutsche übersetzte Fassung wurde 1995 unter dem Titel Im Ghetto von Achim Reichel veröffentlicht. Der bis dahin als Elvis-Interpret aufgetretene Detlef Malinkewitz hatte 1996 seinen musikalischen Durchbruch, als er unter dem Projektnamen Ghetto People feat. L-Viz mit einer von Sony Music in mehr als 40 Ländern veröffentlichten Interpretation von In the Ghetto in die internationalen Musikcharts kam. In Deutschland rangierte der Titel vier Wochen in den Top Ten und wurde für über 250.000 verkaufte Exemplare vom Bundesverband Musikindustrie mit einer goldenen Schallplatte ausgezeichnet. Aufgrund der zu dieser Zeit ebenso vorherrschenden Popularität des bereits erwähnten El Vez wurde die Version von L-Viz oftmals fälschlicherweise dem namensähnlichen Künstler aus Mexiko zugeschrieben.
Der Schweizer Songwriter Roland Zoss sang 2004 auf Härzland eine Mundartversion. Im August 2007 veröffentlichte Presleys Tochter Lisa Marie eine Version, in der sie im Duett mit ihrem Vater singt. 2021 erschien eine weitere Version von Roland Kaiser. Ebenfalls 2021 veröffentlichte das österreichische Musikproduzenten- und DJ-Projekt Darius & Finlay eine Coverversion von In the Ghetto, bei dem der Salzburger Presley-Imitator Rudi Stumbecker die Lead Vocals beisteuerte.